# Rabisja Mogila
Rabisja Mogila (bulgariska: Рабиша Могила) är en kulle i Bulgarien.   Den ligger i regionen Vidin, i den nordvästra delen av landet, 130 km nordväst om huvudstaden Sofia. Toppen på Rabisja Mogila är 434 meter över havet, eller 11 meter över den omgivande terrängen. Bredden vid basen är 0,35 km. Rabisja Mogila ligger vid sjöarna  Jazovir Rabisja och Lake Rabisha.
Terrängen runt Rabisja Mogila är platt åt nordost, men åt sydväst är den kuperad. Närmaste större samhälle är Belogradtjik, 14,7 km sydost om Rabisja Mogila. 
Omgivningarna runt Rabisja Mogila är en mosaik av jordbruksmark och naturlig växtlighet. Runt Rabisja Mogila är det glesbefolkat, med 17 invånare per kvadratkilometer.